# IFA H6B
IFA H6B byl typ univerzálního autobusu vyráběného v bývalé NDR. Konstrukčně vycházel z nákladního automobilu IFA H6. Vývoj nákladního automobilu H6 začal už v období druhé světové války u společnosti Vomag (Vogtländische Maschinenfabrik AG) ze saského města Plavno (Plauen).

## Historie
Základem pro vývoj autobusu byla výroba unifikovaných nákladních automobilů typu H6, jejichž hnací agregát a části podvozku byly použitelné i pro stavbu autobusů. Autobusy byly vzhledem ke shodnému konstrukčnímu základu s automobilem H6 označeny H6B. Přitom H znamenalo motor Horch, číslo 6 užitečnou hmotnost automobilu v tunách a B bylo z německého označení pro autobus (Bus). Během druhé světové války byla továrna společnosti Vomag v Plavně často bombardována spojeneckými leteckými silami. Krátce po válce byly zbytky závodu rozebrány a budovy zdemolovány sovětskou armádou. Vývoj automobilu H6 pokračoval v závodě Auto Union v Zschopau a Horch v Zwickau (Cvikov). Produkce autobusu H6B byla v letech 1952 až 1959 umístěna v závodě VEB Kraftfahrzeugwerk Ernst Grube Werdau (do roku 1945 Schumann-Werke Werdau) se sídlem ve městě Werdau, jen osm kilometrů od Cvikova. Oba závody se staly součástí IFA, Industrieverband Fahrzeugbau (Sdružení automobilového průmyslu). Úplně první vyrobené autobusy byly označeny jako W 501, přitom písmeno W znamenalo Werdau. Teprve později začaly být autobusy označovány jako IFA H6B. V roce 1954 začala sériová výroba v závodě Werdau s plánovanou roční kapacitou 700 kusů autobusů. Souběžně se zde ale vyráběly i nákladní automobily IFA H6 a výroba nestíhala. Proto byla část výroby přesunuta do závodu v Ammendorfu u Halle (Sasko-Anhaltsko). Ve Werdau se vyráběla meziměstská verze H6B/L a v Ammendorfu městská verze H6B/S. Autobusy IFA H6B vynikaly velkou spolehlivostí a až do sedmdesátých let dvacátého století neodmyslitelně patřily ke krajině NDR. V roce 1959 byla výroba těchto autobusů ukončena. Jako nástupce byl vyvíjen typ AZ57B s novou koncepcí a motorem v zadní části karosérie. Tento typ byl odvozen z nákladního automobilu typu AZ57, ale výroba tohoto typu byla v letech 1959/60 zastavena na základě politických rozhodnutí. Tímto rozhodnutím byl ukončen další vývoj autobusů v NDR a jejich výroba byla v rámci dělby práce v RVHP převedena do maďarského podniku Ikarus. Do Maďarska byla předána i dokumentace, která byla také při konstrukci autobusů Ikarus využita. Autobusy Ikarus se ve velkých množství do NDR dovážely (celkem asi 30 000 ks). Z NDR se stal takřka výhradní dovozce autobusů.

## Konstrukce a technika
IFA H6B byl jeden z nejtypičtějších autobusů východoněmeckých silnic druhé poloviny dvacátého století. Šlo o dvounápravové vozidlo s polosamonosnou karoserií trambusového typu. Tuhé nápravy byly odpružené listovými pružinami. Řízení bylo bez posilovače. Nástup do vozidla byl podle provedení jedněmi nebo dvěma dveřmi. Ve verzi H6B/S byly dveře pneumaticky ovládané, ve verzi H6B/L bouchací. Řidič měl navíc vlastní dveře v levé bočnici, které vedly přímo na jeho stanoviště, protože motor byl umístěn nad přední nápravou a zasahoval daleko do interiéru vozidla (obdobně bylo řešeno umístění motoru u autobusů Škoda 706 RTO). Jinak by řidič musel obcházet rozměrný kryt motoru. Ve spodní části karosérie mezi přední a zadní nápravou byl umístěn zavazadlový prostor. Uvnitř autobusu bylo šest řad sedadel pro 32 (34) cestujících. Městská verze H6B/S (berlínské provedení) měla kapacitu 26 sedících a 34 stojících cestujících. Ve standardní výbavě verze H6B/L byla sedadla potažená koženkou s bezpečnostními madly. Interiér byl obložený dřevem a větrání zajišťovaly dvě střešní klapky. Pro delší dálkové cesty byly na oknech závěsy. Obě verze H6B/S i H6B/L byly přizpůsobeny k tažení autobusových přívěsů (HW80 a W701). Hnací síla byla z motoru přenášena přes jednokotoučovou suchou spojku, pětistupňovou manuální převodovku a kardan na zadní nápravu. Nápravy byly osazeny diskovými koly z ocelového plechu. Prostor pro linkovou orientaci na předním čele měl hranatý tvar.

## Úpravy
Samotné zaoblené tvary karoserie nedokázaly zajistit vhodné dynamické vlastnosti autobusu IFA H6B. Autobusy byly od počátku používány s vleky a motor s výkonem necelých 90 kW pracoval na hranici svých možností. Od roku 1957 měl být autobus vybavený silnějším motorem s výkonem skoro 120 kW. Nebyla ovšem k dispozici dostatečně výkonná převodovka, odpovídající tomuto motoru. Proto byly i nadále užívány původní, slabší motory. Teprve krátce před ukončením výroby v roce 1959 byly konečně dostupné v dostatečném množství synchronizované unifikované převodovky. Většina autobusů byla vybavena silnějším motorem až v šedesátých letech dvacátého století, kdy na nich byly prováděny generální opravy. Svislá zadní část s panoramatickým oknem z verze H6B/U byla předlohou pro mnoho oprav. Tím vznikaly z typu H6B obojetné autobusy pro městskou, meziměstskou i dálkovou dopravu. 

## Technické údaje
- Výrobce: VEB Kraftfahrzeugwerk Ernst Grube, Werdau
- Typ: H6B
- Roky výroby: 1952–1959
- Motor: Horch EM 6-20 (diesel) nebo Schönebecker (diesel)
  - Počet válců: 6
  - Výkon: 89,5 kW při 2 000 ot/min nebo 111,9 kW při 2 200 ot/min
  - Zdvihový objem: 9 036 cm³
- Délka: 9 830/9 650 mm
- Šířka: 2 500 mm
- Výška: 2 959/3 140/3 200 mm
- Rozvor: 4 900 mm
- Užitečná hmotnost: 6 000 kg
- Celková hmotnost: 10 000/12 000/12 650 kg
- Převodovka: 5 + 1, manuální, nesynchronizovaná
- Pneumatiky: 11 × 20"
- Maximální rychlost: 75–80 km/h
- Spotřeba paliva: 30 l/100 km

## Verze
- H6B/S – městský autobus („S“ Stadtlinienbus) – pneumaticky ovládané dveře, vpředu posuvné a vzadu skládací
- H6B/L – meziměstský linkový autobus („L“ Linienbus) – přední a zadní bouchací dveře
- H6B/R – dálkový autobus („R“ Reisebus) – jako H6 B/L, s komfortnějším interiérem (autokar)
- H6B/K – konferenční autobus („K“ Konferenzbus) – stejný jako H6 B/R, ale s luxusním interiérem (kuchyňka, WC a prosklené okraje střechy), vyroben jen v jednom exempláři
- H6B/U – univerzální autobus („U“ Universalbus) prosklené okraje střechy, panoramatické zadní okno

## Přívěsy
Městské verze H6 B/S a meziměstské autobusy H6 B/L byly často využívány k tažení přívěsů typů HW80 (W701). Přívěsy dodával stejný výrobce VEB Kraftfahrzeugwerk Ernst Grube, Werdau.

## Galerie

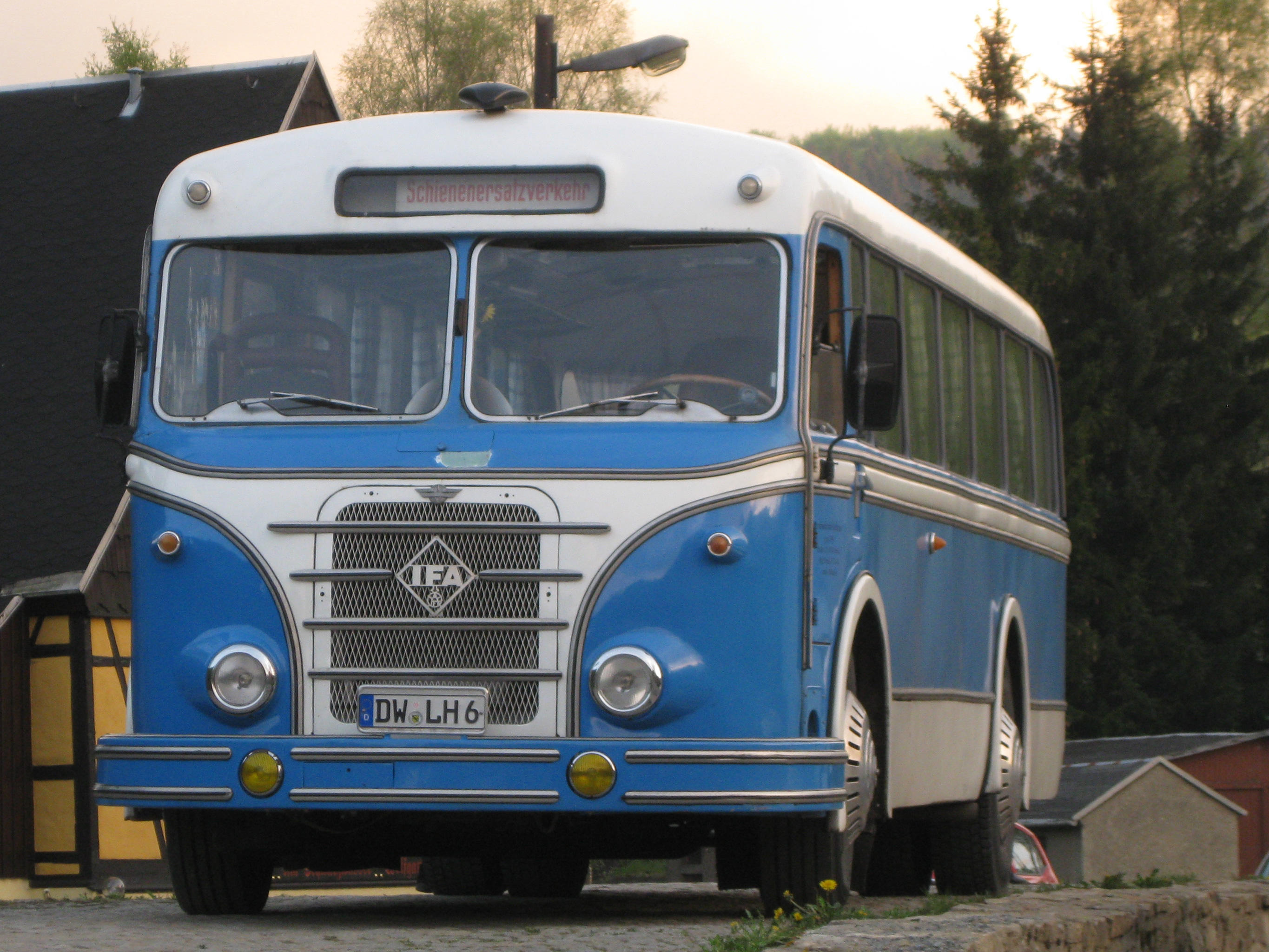
H6B/L
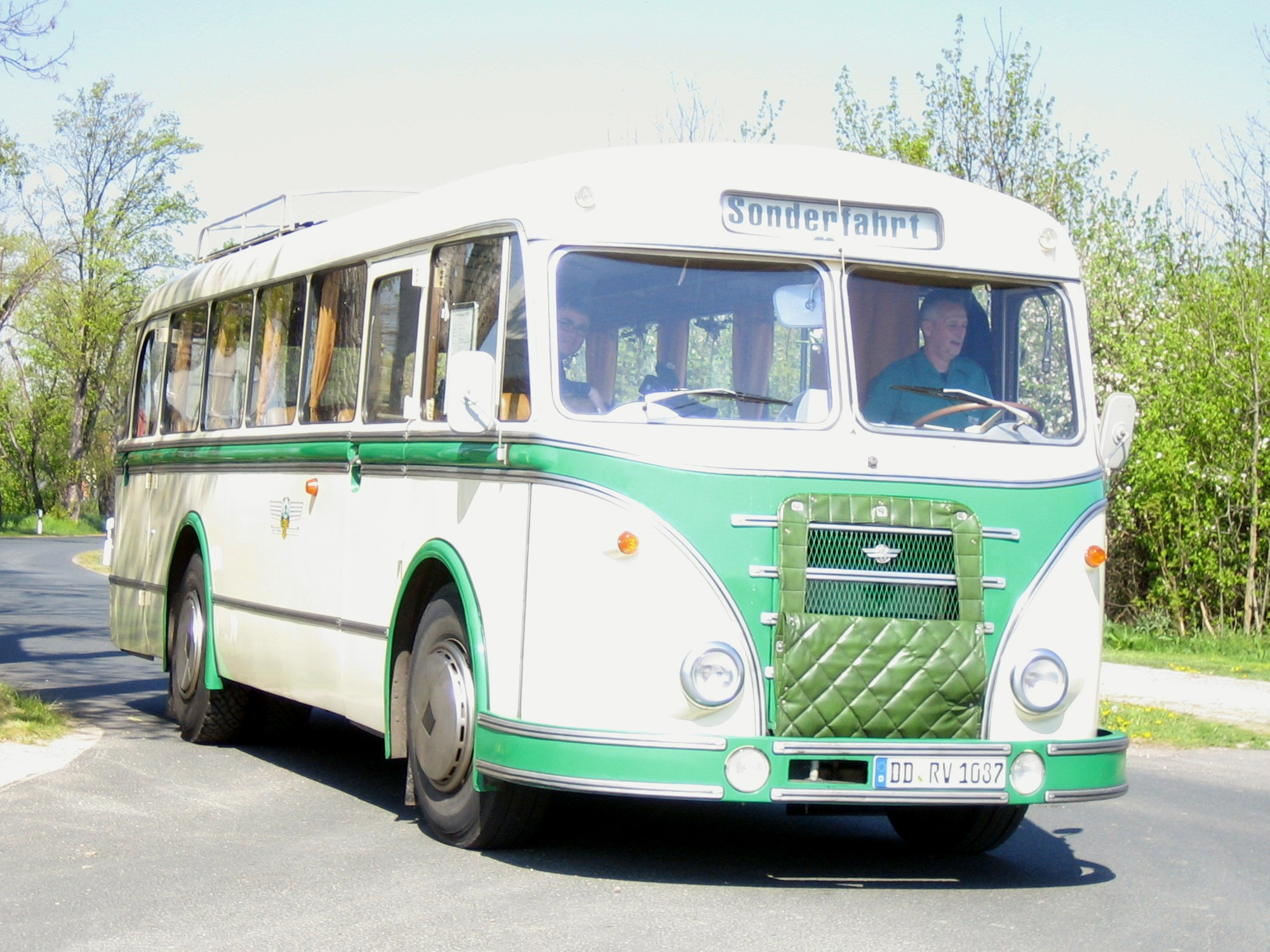
H6B/L
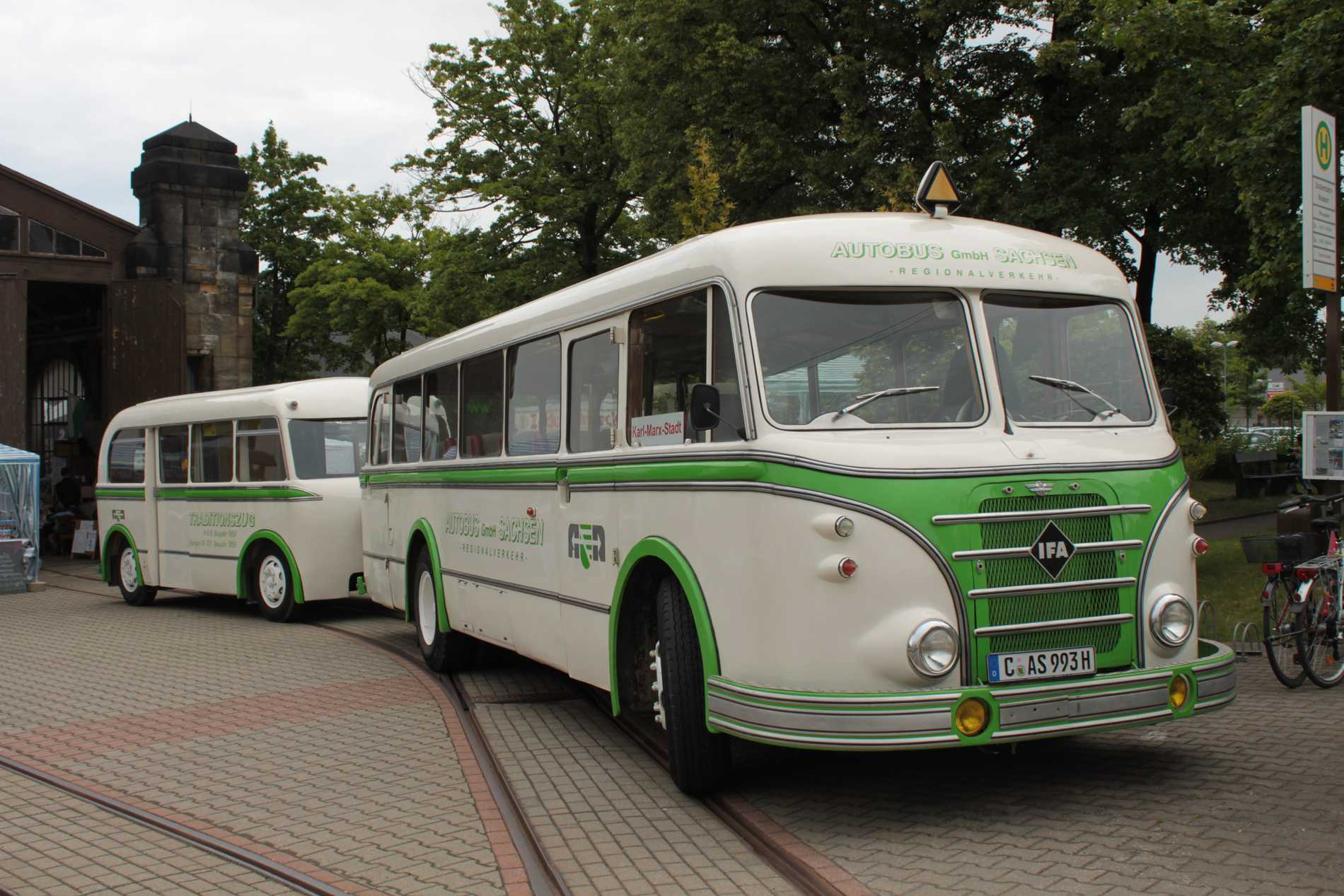
H6B/L s přívěsem W701
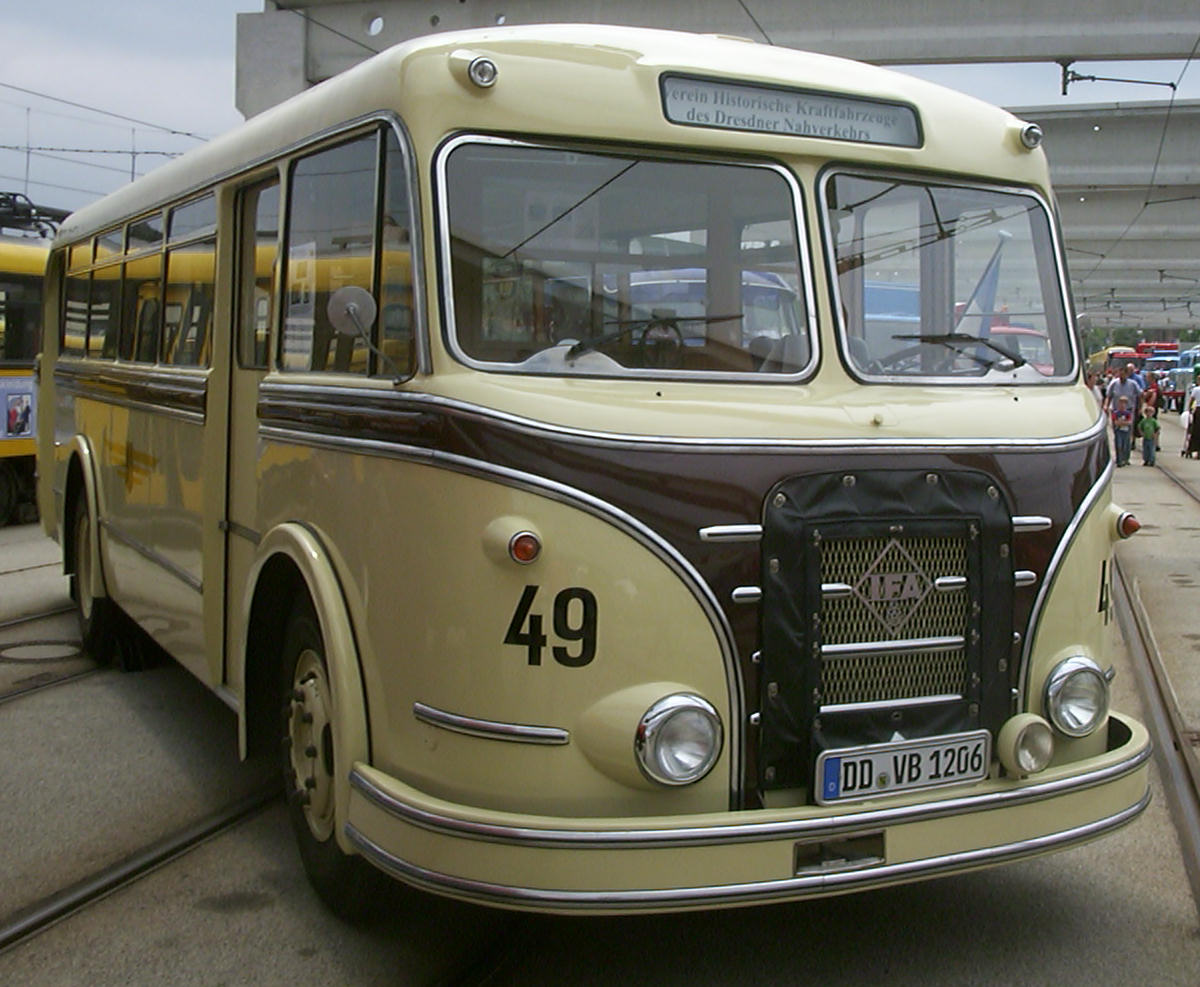
H6B/S